# Kapelle zu den Sieben Schmerzen Mariä (Waltershofen)

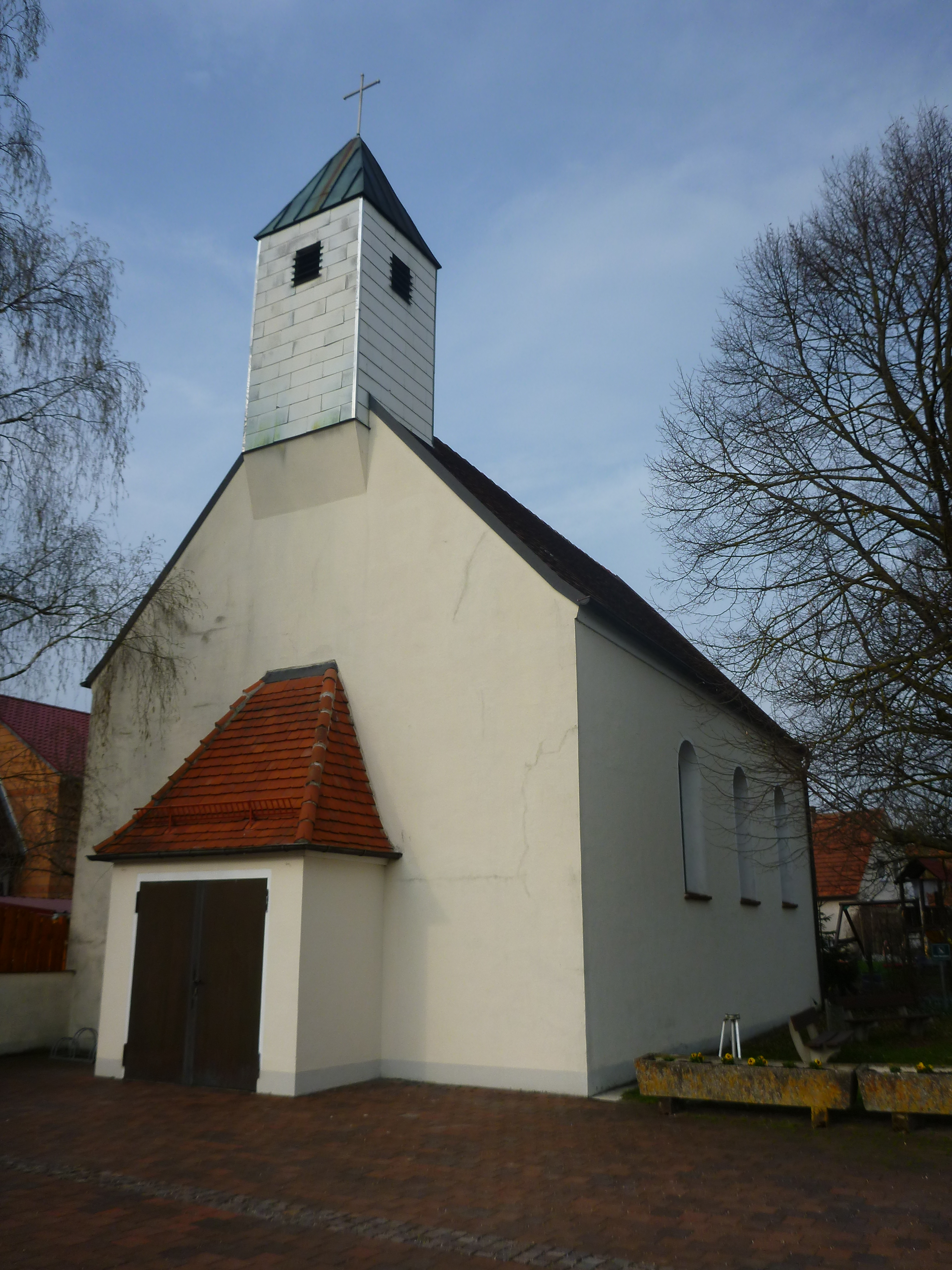
Kapelle zu den Sieben Schmerzen Mariä in Waltershofen

Die römisch-katholische Kapelle zu den Sieben Schmerzen Mariä steht in Waltershofen, einem Gemeindeteil von Meitingen im schwäbischen Landkreis Augsburg in Bayern.

## Beschreibung
Die 1958 anstelle einer Feldkirche gebaute Kapelle besteht aus einem Langhaus, das im Nordosten dreiseitig geschlossen ist. Über der Fassade im Südwesten, in der sich in einem Anbau das Portal befindet, erhebt sich ein quadratischer Giebelreiter, der den Glockenstuhl beherbergt, und der mit einem Pyramidendach bedeckt ist. 
Zur historischen Kirchenausstattung zählen ein um 1510 gestaltetes Kruzifix und ein um 1520 entstandenes Bild über die Beweinung Christi. 